# Epilectus
Epilectus is een geslacht van kevers uit de familie van de loopkevers (Carabidae). De wetenschappelijke naam van het geslacht is voor het eerst geldig gepubliceerd in 1888 door Blackburn.

## Soorten
Het geslacht Epilectus omvat de volgende soorten:
- Epilectus fortis Blackburn, 1888
- Epilectus mastersi Macleay, 1869